# Agricultura en la Escocia prehistórica

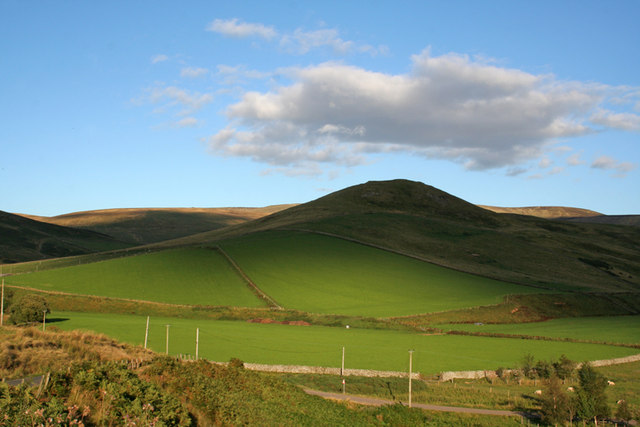
El asentamiento de la Edad de Hierro de Park Law, cerca de Sourhope en los Borders, fue el lugar de un asentamiento agrícola durante la Edad de Hierro. Las laderas cercanas tienen prominentes lynchets o aparejos o surcos de cultivo run rig.

Agricultura en la Escocia prehistórica incluye todas las formas de producción agrícola en los límites modernos de Escocia antes del comienzo de la era histórica temprana. Escocia tiene entre una quinta y una sexta parte de las tierras cultivables o de buen pastoreo de Inglaterra y Gales, sobre todo en el sur y el este. Las fuertes precipitaciones fomentaron la propagación de turberas ácidas que, junto con el viento y la niebla salina, dejaron sin árboles la mayor parte de las islas occidentales. Las colinas, las montañas, las arenas movedizas y los pantanos dificultaron la comunicación interna y la agricultura.
En el Neolítico, desde hace unos 6.000 años, hay evidencias de asentamientos permanentes y de la agricultura. Las dos principales fuentes de alimentación eran el grano y la leche de vaca. A principios de la Edad del Bronce, las tierras de cultivo se extendieron a expensas de los bosques, pero hacia el final del periodo hay pruebas del abandono de la agricultura en las tierras altas y del deterioro de los suelos. A partir de la Edad de Hierro, los fuertes de las colinas del sur de Escocia se asocian a crestas y terrazas de cultivo. Los souterrains, pequeñas construcciones subterráneas, pueden haber servido para almacenar productos agrícolas perecederos. Los extensos sistemas de campos prehistóricos subyacen a los límites existentes en algunas zonas de las Tierras Bajas de Escocia, lo que sugiere que las fértiles llanuras ya estaban densamente explotadas para la agricultura. Durante el periodo de ocupación romana de Gran Bretaña se produjo un rebrote de abedules, robles y avellanos que indica una reducción de la agricultura.

## Terreno y clima

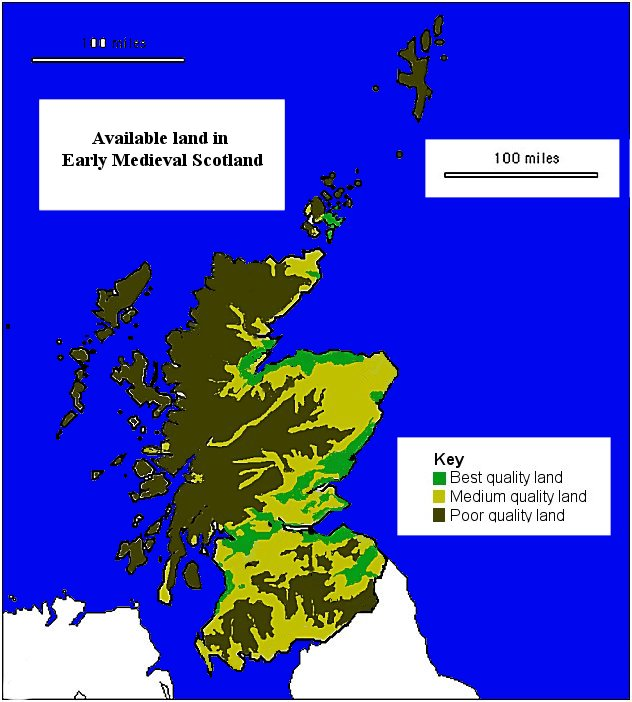
Mapa de las tierras disponibles en la Escocia primitiva..

Escocia tiene aproximadamente la mitad del tamaño de Inglaterra y Gales y tiene aproximadamente la misma cantidad de costa, pero solamente entre una quinta y una sexta parte de la cantidad de tierra cultivable o de buen pastoreo, por debajo de los 60 metros sobre el nivel del mar, y la mayor parte se encuentra en el sur y el este. Esto hizo que la agricultura pastoral marginal y la pesca fuesen los factores clave de la economía premoderna. Su posición atlántica oriental hace que las precipitaciones sean muy abundantes: hoy en día unos 700 cm al año en el este y más de 1.000 cm en el oeste. Esto favoreció la propagación de la turbera de manto, cuya acidez, combinada con el alto nivel de viento y la niebla salina, hizo que la mayoría de las islas occidentales quedaran sin árboles. La existencia de colinas, montañas, arenas movedizas y pantanos dificultó la agricultura y la comunicación interna.
Durante el último periodo interglaciar (130.000-70.000 a. C.), el clima de Europa era más cálido que el actual y es posible que los primeros seres humanos llegaran a Escocia, aunque los arqueólogos no han encontrado rastros de ello. Los glaciares se abrieron paso por la mayor parte de Gran Bretaña, y únicamente después de que el hielo se retirara, Escocia volvió a ser habitable, hacia el año 9600 a. C. Los campamentos de cazadores-recolectores del Mesolítico formaron los primeros asentamientos conocidos, y los arqueólogos han datado un campamento cerca de Biggar en torno al año 8500 a. C. Otros numerosos yacimientos encontrados en Escocia dan una imagen de gente muy móvil que utilizaba embarcaciones y fabricaba herramientas de hueso, piedra y astas. La casa más antigua de la que se tiene constancia en Britania es la estructura ovalada de postes de madera encontrada en South Queensferry, cerca del estuario del Forth, que data del periodo mesolítico, alrededor del 8240 a. C.

## Neolítico

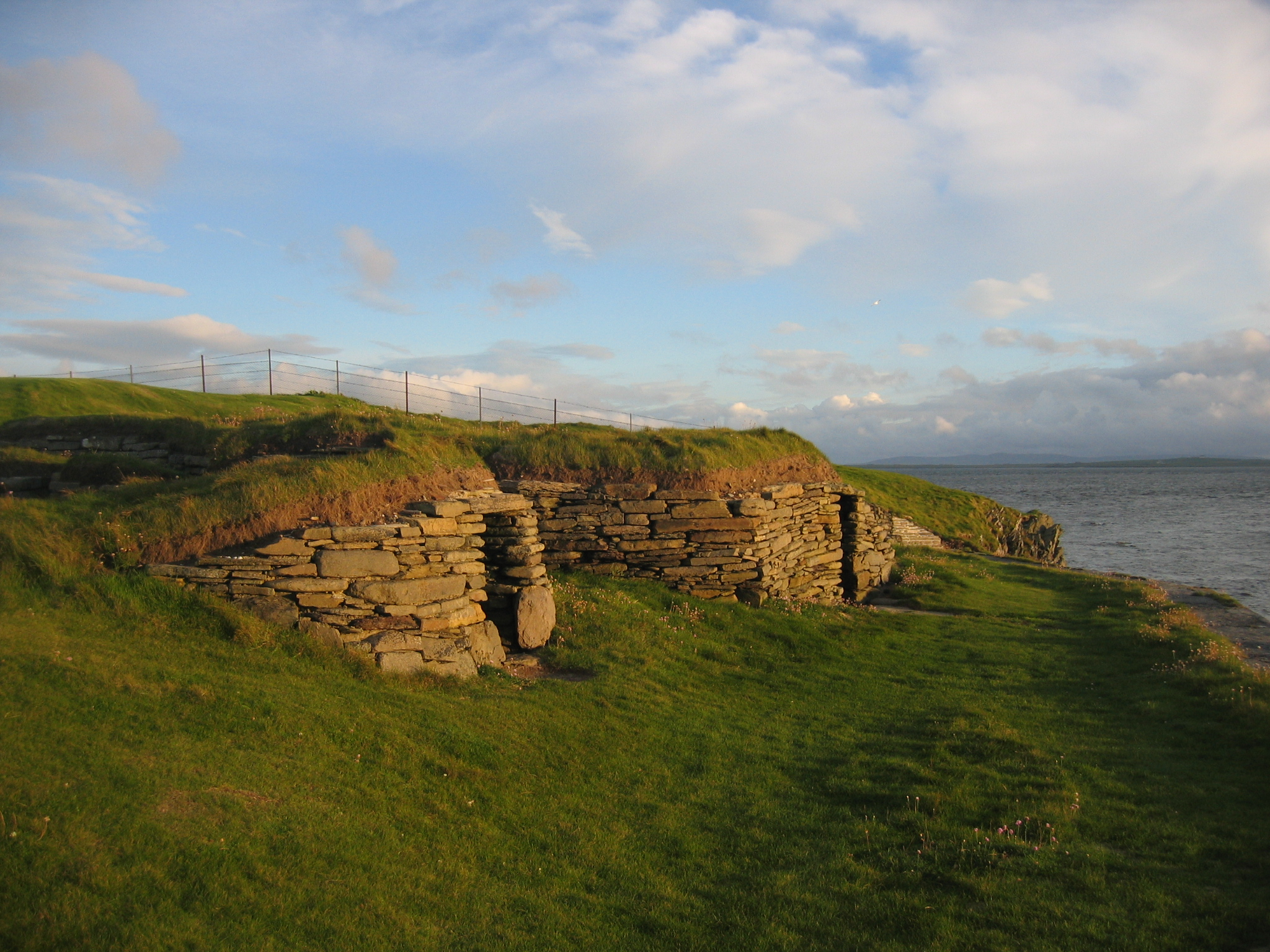
Las casas de Knap de Howar, que demuestran el inicio de la agricultura sedentaria en Escocia.

Desde el Neolítico, que comenzó hace unos 6.000 años, hay pruebas de asentamientos permanentes y de agricultura. Entre ellas se encuentra el asentamiento de Dunning, en Perthshire, que data de 3800-3700 a. C., y que incluye débiles marcas de arado, probablemente hechas por un arado de mano conocido como ard, que no revuelve la tierra. La casa de piedra de Knap de Howar, en Papa Westray, está bien conservada y data de alrededor del año 3500 a. C. y el poblado de casas similares de Skara Brae, en West Mainland (Orcadas), data de unos 500 años más tarde. Las pruebas de la agricultura prehistórica incluyen pequeñas parcelas de tierra mejorada, con sencillos límites de piedra. En las islas Shetland se han encontrado bajo la turba y en el continente se asocian a los cairnfields, montones de rocas que han sido despejados de los campos.
La eliminación de los bosques de robles y abedules en las zonas de buen acceso costero o fluvial, donde los restos arqueológicos de la época son más abundantes, principalmente por el pastoreo del ganado. Las pruebas arqueológicas de polen, cerámica, asentamientos y restos humanos, indican que las dos principales fuentes de alimentación eran el grano y la leche de vaca, en un patrón que probablemente se mantuvo constante hasta la Alta Edad Media. También hay algunas pruebas limitadas del cultivo del lino de este período.

## Edad del Bronce
Desde el comienzo de la Edad del Bronce, hacia el año 2000 a. C., los análisis exhaustivos de Black Loch en Fife indican que las tierras de cultivo se extendieron a expensas de los bosques. Los bosques de robles y abedules se erosionaron en las zonas más accesibles de las tierras altas por el pastoreo estacional del ganado y por el uso de algunos métodos de tala y quema y de corte de madera. Sin embargo, hacia el final del periodo, los análisis de polen indican que el deterioro del clima supuso el abandono de la agricultura en las tierras altas y el aumento de la intensidad de los impactos antropogénicos en las tierras bajas, de una agricultura que provocó cambios en la estructura de los suelos.  Tradicionalmente se consideraba que esto conducía al abandono de la agricultura intensiva, pero estudios más recientes han indicado que era posible renovar y mantener la fertilidad de los suelos.
Hay pruebas dispersas de sistemas de campo en este periodo, con extensos muros en algunas zonas, que sugieren una agricultura pastoral. Excavaciones como la del sistema de campos de Scord of Brouster, con sus muros de cierre, linchamientos bajos y montones de desmonte, sugieren que formaba parte de un paisaje cerrado más amplio. Un run rig descubierto en North Mains indica que pueden haber existido superficies de campo cribadas que han sido erosionadas por la actividad agrícola posterior. Los principales cultivos herbáceos incluían la cebada y el lino. La avena no se cultivaba y crecía como hierba silvestre.

## Edad del Hierro

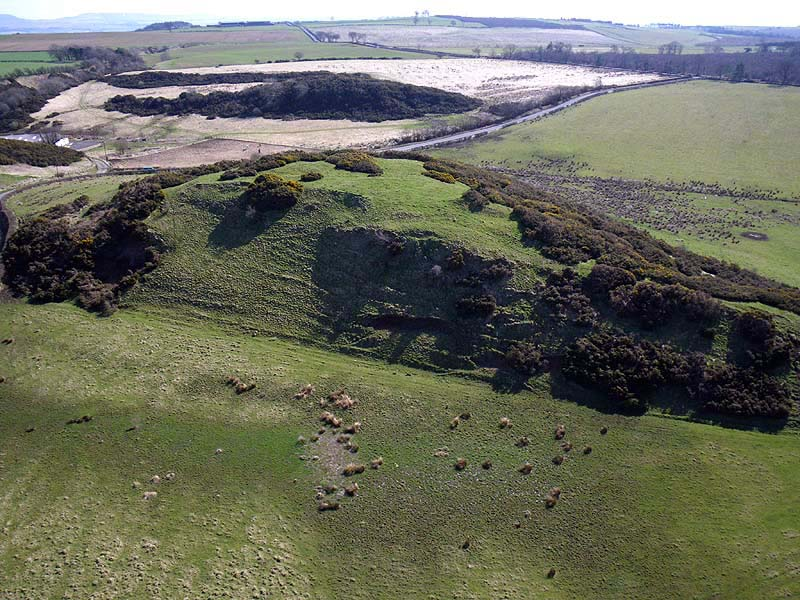
El castro de Peace Knowe, en West Lothian. Desde su introducción en la Edad de Hierro, los castillos se convirtieron en importantes centros agrícolas.

A partir de la Edad de Hierro, a partir del siglo VII a. C., como en el resto de Europa, se introdujeron los castillos.[20]. Algunos de estos castillos en el sur de Escocia están asociados a crestas y terrazas de cultivo. Se han descubierto más de 400 souterrains, pequeñas construcciones subterráneas, en Escocia, muchas de ellas en el sureste, y aunque pocas han sido datadas, las que lo han sido sugieren una fecha de construcción en los siglos II o III d. C.. Suelen encontrarse cerca de los asentamientos —cuyos armazones de madera están mucho menos conservados— y es posible que sirvieran para almacenar productos agrícolas perecederos. Hay un centenar de torres broch de piedra seca circulares con paredes huecas, que probablemente datan de alrededor del año 200 a. C., y que son únicas en Escocia. Muchas tenían fosos o muros defensivos alrededor, que pueden haber contenido varias casas, y probablemente fueron diseñadas para defender los tramos de tierra agrícola más valiosos.
La fotografía aérea ha revelado extensos sistemas de campos prehistóricos que subyacen a los límites existentes en algunas zonas de las Lowlands, lo que sugiere que las fértiles llanuras ya estaban densamente explotadas para la agricultura. Se produjo una amplia eliminación de los bosques de roble-olmo-alazán, inicialmente cerca de los asentamientos y de las principales vías de comunicación, sobre todo por la tala para combustible. Los animales domésticos incluían ovejas y un número menor de ganado vacuno y porcino. Durante el periodo de ocupación romana de lo que hoy es el norte de Inglaterra, y los avances ocasionales hacia el sur de Escocia, se produjo un nuevo crecimiento de los bosques de abedul-roble durante cinco siglos, lo que sugiere que las invasiones romanas tuvieron un impacto negativo en la población nativa y en la extensión de la agricultura.